# Musée d'Art et de Traditions populaires de Montendre
Pour les articles homonymes, voir Musée des arts et traditions populaires.
Le Musée d'art et de traditions populaires de Montendre est un musée français situé dans la petite ville de Montendre, dans le sud du département de la Charente-Maritime.

## Historique
Ce musée municipal a été installé dans la Tour Carrée du château de Montendre et est recommandé à la visite pour l'intérêt de ses collections ethnographiques du début du XXe siècle autant que pour l'histoire du château féodal lui-même.
Le site du château a été acquis par la commune de Montendre de 1950 à 1963 et les aménagements intérieurs de la Tour Carrée ont pu être réalisés ultérieurement pour l'installation du musée d'art et de traditions populaires de la ville.

## Collections
Ce modeste musée expose dans trois pièces de la Tour Carrée des collections de coiffes, de costumes, de  meubles typiquement saintongeais et des objets de la vie quotidienne (lampes, fers à repasser, chaudrons, outils, poussettes, vieil appareil photo) du début du XXe siècle de la Saintonge ainsi que des vêtements d'enfants et des jeux d’enfants (croquet...) de cette époque. Des scènes de vie reconstituées sont autant de témoignages de la vie d'autrefois du début du siècle dernier et ont une valeur ethnographique indéniable. 
Un intéressant fonds documentaire, constitué notamment d'anciennes photos de Montendre, de calendriers du début du siècle dernier et de vieux drapeaux de la ville, complète les collections de ce petit musée municipal.